# Axel Appelqvist
Johan Axel Appelqvist, född 6 februari 1865 i Stockholm, död 28 maj 1944 i Bromma församling, var en svensk skeppsredare.
Axel Appelqvist var son till hovmästaren J. Appelqvist. Efter studier vid handelsskola företog Appelqvist studieresor utomlands och anställdes 1883 vid Försäkrings-AB Fylgia. Han blev 1887 kamrer där och senare vice VD för Försäkringsaktiebolaget Skandinavien. Appelqvist var 1907-1908 kamrer i Livförsäkrings AB Victoria och blev 1909 VD för Stockholms Transport- och Bogseringsaktiebolag. Han ledde bolaget expansion i samband med första världskriget, men efter kriget drabbades det av den ekonomiska krisen som följde och måste 1924 ombildas. Appelqvist blev VD även för det nybildade bolaget och stannade på posten till 1932. Han var därefter bolagsstyrelsens ordförande 1932-1940. Appelqvist anlitades för ett flertal offentliga uppdrag och var ledamot av Stockholms handelskammare 1914-1939, var VD för Stockholms rederiförening från 1928, styrelseledamot i Sveriges allmänna sjöfartsförening, styrelseledamot i Rederiaktiebolaget Sveas styrelse från 1916 och i Svenska Personal-Pensionskassan från 1917.